# Kokad
Kokad ist eine ungarische Gemeinde im Kreis Derecske im Komitat Hajdú-Bihar.

## Geografische Lage
Kokad liegt ungefähr 20 Kilometer südöstlich der Stadt Debrecen, drei Kilometer von der Grenze zu Rumänien entfernt, an dem kleinen Fluss Bagaméri-ér. Nachbargemeinden sind Álmosd und Nagyléta. Östlich der Gemeinde liegt der Stausee Álmosd-Kokadi-víztárolo.

## Geschichte
Der Ort wurde bereits 1219 urkundlich erwähnt.

## Sehenswürdigkeiten
- Griechisch-katholische Kirche Örömhírvétel
- Reformierte Kirche, erbaut ab 1793 (Spätbarock) nach Plänen des Debrecener Baumeisters József Rachbauer, der Kirchturm wurde 1816–1819 errichtet
- Weltkriegsdenkmal (I. világháborús emlék)

## Flora
In der sumpfigen Umgebung des Flusses Bagaméri-ér finden sich Steife Segge, Schwarzschopf-Segge, Zungen-Hahnenfuß, Sumpffarn und weiße Seerosen.

## Verkehr
Durch Kokad verläuft die Landstraße Nr. 4806. Der nächstgelegene Bahnhof befindet sich in Létavértes. Der Personenverkehr von dort nach Debrecen wurde jedoch im Jahr 2009 eingestellt, so dass Reisende den Bus bis zum Bahnhof in Sáránd nehmen müssen.